# Seal Song
| Recensione | Giudizio |
| ---------- | -------- |
| AllMusic   | [ 1 ]    |

Seal Song è il terzo album discografico degli Ossian, pubblicato dall'etichetta discografica Iona Records nel 1981.

## Tracce
Brani tradizionali, eccetto dove indicati.
Lato A
1. The Sound of Sleat*, Aandowin' at the Bow, The Old Reel – 4:28 (D. Mackinnon*)
2. To Pad the Road wi' Me – 2:38
3. Coilsfield House – 4:04 (Nath, Gow)
4. The Hielandmen cam' doon the Hill, The Thornton Jig – 3:33
5. Aye Waukin-o – 4:20

Lato B
1. Corn Rigs – 3:20 (Burns)
2. Lude's Supper – 2:47 (Rory Dall)
3. The Road to Drumleman – 4:29 (Mitchell, Cuffe)
4. A Fisherman's Song for Attracting Seals, Lieutenant MacGuire, Walking the Floor* – 5:27 (J. Chisholm*)
5. Mull of the Mountains – 4:38

## Musicisti
- Billy Jackson - arpa, uillean pipes, whistle, voce
- George Jackson - cittern, chitarra, whistle, flauto
- John Martin - fiddle, violoncello, whistle, voce
- Tony Cuffe - voce, chitarra, whistle, tiple

Note aggiuntive
- Ossian - produttori, arrangiamenti
- Registrazioni effettuate al Castle Sound Studios ed al The Old School di Pencaitland (East Lothian), Scozia
- Calum Malcolm - ingegnere delle registrazioni
- Arun Chakraverry - tape mastering
- Norman Chalmers - fotografia
- Colin Browne - grafica, design[2]